# Championnats de France de triathlon 2013
Navigation
Édition précédente Édition suivante
Les championnats de France de triathlon 2013 se sont déroulés à Nice, le dimanche 29 septembre 2013. Le support était le Grand Prix de triathlon  de la F.F.Tri, une course internationale sur distance S (sprint), finale du championnat de France des clubs de 1er division.

## Palmarès
Le premier français (Champion de France 2013) et la première française (Championne de France 2013) ont fini tous les deux en troisième position de leur course internationale respective.

### Homme
|        | Triathlète       | Temps       |
| ------ | ---------------- | ----------- |
| Or     | Vincent Luis     | 56 min 09 s |
| Argent | Pierre Le Corre  | 56 min 17 s |
| Bronze | Aurélien Raphaël | 56 min 41 s |
| 4      | Anthony Pujades  | 56 min 45 s |
| 5      | Dorian Coninx    | 56 min 46 s |

### Femme
|        | Triathlète          | Temps           |
| ------ | ------------------- | --------------- |
| Or     | Jessica Harrison    | 1 h 01 min 41 s |
| Argent | Emmie Charayron     | 1 h 03 min 03 s |
| Bronze | Léonie Périault     | 1 h 03 min 22 s |
| 4      | Cassandre Beaugrand | 1 h 03 min 30 s |
| 5      | Margot Garabedian   | 1 h 03 min 32 s |